# Liubostan
Liubostan (en rus: Любостань) és un poble de l'óblast de Kursk, a Rússia, segons el cens del 2010 tenia 601 habitants.